# 길 잃은 마음
《길 잃은 마음》(필리핀어: Pusong Ligaw 푸송 리가우)는 2017년 방영된 필리핀의 드라마이다. 뷰티 곤잘레스, 비앙카 킹, 소피아 안드레스, 디에고 로이자가, 엔조 피네다, 조엠 바스콘, 레이먼드 바가싱이 주연을 맡은 2017년 필리핀 멜로드라마 TV 시리즈이다. 이 시리즈는 2017년 4월 24일부터 2018년 1월 12일까지 ABS-CBN의 카파밀리야 골드 오후 블록과 더 필리피노 채널을 통해 전 세계적으로 초연되었으며 더 나은 반의 시간대에서 더 그레이티스트 러브를 대체하고 아신타도로 대체되었다.

## 같이 보기
- ABS-CBN의 텔레비전 드라마 목록
- 카데낭 긴토